# 메릴 스트립의 수상 및 후보 목록
다음은 미국의 배우 메릴 스트립의 수상 및 후보 목록이다. 스트립은 영화, 텔레비전 및 음악 분야에서 수많은 수상 경력과 후보로 지명되었다. 그녀는 《디어 헌터》의 연기로 1979년 미국 아카데미상에 첫 번째 지명 이후 총 21회 후보로 지명되어 가장 많은 후보에 오른 기록을 가진 여배우이다.(17회의 여우주연상과 4회의 여우조연상 후보) 그녀는 총 12회 후보에 오른 공동 2위의 캐서린 헵번와 잭 니콜슨 보다 8회를 더 많이 후보에 올랐다. 2012년 세 번째 미국 아카데미상을 2012년 《철의 여인》(2011)으로 수상함으로 스트립은 세 번째로 수상한 다섯 번째 배우가 되었다.(아카데미 시상식에서 월터 브레넌, 캐서린 헵번 (총 4회 수상), 잉그리드 버그먼, 잭 니콜슨) 이후 다니엘 데이 루이스가 여섯 번째로 기록을 세웠다.
2009년, 스트립은 골든 글로브상 역사상 가장 유명한 후보로 기록 되었는데, 이중 여우주연상은 《다우트》(2008), 《맘마 미아!》(2008)는 총 23회로 2001년 사망하기 전에 22회의 후보 지명을 한 잭 레먼과 동점이 되었다. 이듬해 스트립은 잭 니콜슨과 안젤라 랜즈베리를 넘어섰으며, 《줄리 & 줄리아》(2009)에서의 연기로 그녀는 8번째 골든 글로브상을 수상했다. 그녀는 2012년 26번째로 후보 지명을 하며 자신의 기록을 깨고 제69회 골든 글로브상에서 《철의 여인》으로 8회 수상하였다. 2017년 제74회 골든 글로브상에서는 30회 후보 지명과 함께 공헌도를 인정 받아 세밀B.데밀상을 수상했다. 스트립은 영국 아카데미 영화상(BAFTA)에서 총 15회 후보 지명되어 2회 수상하였다. 그녀는 《어느 프랑스 대위의 여인》(1981)으로 첫 수상을 한 이후, 2012년 제65회 영국 아카데미상 여우주연상을 《철의 여인》으로 수상하였다.
1999년, 스트립은 헐리우드 명예의 거리에 입성하였다. 같은 해 그녀는 조지 이스트먼 하우스 어워드에서 영화 예술에 기여한 공로를 인정 받아 조지 이스트먼상을 수상했다. 2010년에는 미국 예술 문학 아카데미로 선출되었으며, 국립 예술 훈장을 수여 받았다. 2012년 2월 14일, 그녀는 베를린 국제 영화제 황금 곰상 (명예상)을 수상했다. 2014년, 그녀는 대통령 자유 훈장을 수여 받았다.
.

## 메이저 시상식

### 미국 아카데미상
| 년도 | 작품                    | 부문              | 결과 |
| ---- | ----------------------- | ----------------- | ---- |
| 1978 | 디어 헌터               | 최우수 여우조연상 | 후보 |
| 1979 | 크레이머 대 크레이머    | 최우수 여우조연상 | 수상 |
| 1981 | 어느 프랑스 대위의 여인 | 최우수 여우주연상 | 후보 |
| 1982 | 소피의 선택             | 최우수 여우주연상 | 수상 |
| 1983 | 실크우드                | 최우수 여우주연상 | 후보 |
| 1985 | 아웃 오브 아프리카      | 최우수 여우주연상 | 후보 |
| 1987 | 엉겅퀴 꽃               | 최우수 여우주연상 | 후보 |
| 1988 | 어둠 속의 외침          | 최우수 여우주연상 | 후보 |
| 1990 | 헐리웃 스토리           | 최우수 여우주연상 | 후보 |
| 1995 | 매디슨 카운티의 다리    | 최우수 여우주연상 | 후보 |
| 1998 | 원 트루 씽              | 최우수 여우주연상 | 후보 |
| 1999 | 뮤직 오브 하트          | 최우수 여우주연상 | 후보 |
| 2002 | 어댑테이션              | 최우수 여우조연상 | 후보 |
| 2006 | 악마는 프라다를 입는다  | 최우수 여우주연상 | 후보 |
| 2008 | 다우트                  | 최우수 여우주연상 | 후보 |
| 2009 | 줄리 & 줄리아           | 최우수 여우주연상 | 후보 |
| 2011 | 철의 여인               | 최우수 여우주연상 | 수상 |
| 2013 | 어거스트: 가족의 초상   | 최우수 여우주연상 | 후보 |
| 2014 | 숲속으로                | 최우수 여우조연상 | 후보 |
| 2016 | 플로렌스                | 최우수 여우주연상 | 후보 |
| 2017 | 더 포스트               | 최우수 여우주연상 | 후보 |

### 영국 아카데미 영화상(BAFTA)
| 년도 | 작품                    | 부문              | 결과 |
| ---- | ----------------------- | ----------------- | ---- |
| 1979 | 맨하탄                  | 최우수 여우조연상 | 후보 |
| 1979 | 디어 헌터               | 최우수 여우주연상 | 후보 |
| 1980 | 크레이머 대 크레이머    | 최우수 여우주연상 | 후보 |
| 1981 | 어느 프랑스 대위의 여인 | 최우수 여우주연상 | 수상 |
| 1983 | 소피의 선택             | 최우수 여우주연상 | 후보 |
| 1984 | 실크우드                | 최우수 여우주연상 | 후보 |
| 1986 | 아웃 오브 아프리카      | 최우수 여우주연상 | 후보 |
| 2002 | 디 아워스               | 최우수 여우주연상 | 후보 |
| 2002 | 어댑테이션              | 최우수 여우조연상 | 후보 |
| 2004 | 맨츄리안 켄디데이트     | 최우수 여우조연상 | 후보 |
| 2006 | 악마는 프라다를 입는다  | 최우수 여우주연상 | 후보 |
| 2008 | 다우트                  | 최우수 여우주연상 | 후보 |
| 2009 | 줄리 & 줄리아           | 최우수 여우주연상 | 후보 |
| 2011 | 철의 여인               | 최우수 여우주연상 | 수상 |
| 2016 | 플로렌스                | 최우수 여우주연상 | 후보 |

### 배우 명예의 전당
| 년도 | 작품 | 부문             | 결과 |
| ---- | ---- | ---------------- | ---- |
| 2014 | 빈칸 | 배우 명예의 전당 | 수상 |

### 미국 예술 문학 아카데미
| 년도 | 작품 | 부문           | 결과 |
| ---- | ---- | -------------- | ---- |
| 2010 | 빈칸 | 미국 명예 회원 | 수상 |

### AFI 어워드(미국 영화 기관)
| 년도 | 작품 | 부문            | 결과 |
| ---- | ---- | --------------- | ---- |
| 2004 | 빈칸 | AFI 평생 업적상 | 수상 |

### 프라임타임 에미상
| 년도 | 작품                | 부문                                   | 결과 |
| ---- | ------------------- | -------------------------------------- | ---- |
| 1978 | Holocaust           | 영화 미니시리즈 부문 최우수 여우주연상 | 수상 |
| 1997 | ...First Do No Harm | 영화 미니시리즈 부문 최우수 여우주연상 | 후보 |
| 2004 | Angels in America   | 영화 미니시리즈 부문 최우수 여우주연상 | 수상 |
| 2017 | Five Came Back      | 최우수 내레이터상                      | 수상 |

### 골든 글로브상
| 년도 | 작품                    | 부문                                            | 결과 |
| ---- | ----------------------- | ----------------------------------------------- | ---- |
| 1978 | 디어 헌터               | 영화 부문 최우수 여우조연상                     | 후보 |
| 1979 | 크레이머 대 크레이머    | 영화 부문 최우수 여우조연상                     | 수상 |
| 1981 | 어느 프랑스 대위의 여인 | 영화 드라마 부문 최우수 여우주연상              | 수상 |
| 1982 | 소피의 선택             | 영화 드라마 부문 최우수 여우주연상              | 수상 |
| 1983 | 실크우드                | 영화 드라마 부문 최우수 여우주연상              | 후보 |
| 1985 | 아웃 오브 아프리카      | 영화 드라마 부문 최우수 여우주연상              | 후보 |
| 1988 | 어둠 속의 외침          | 영화 드라마 부문 최우수 여우주연상              | 후보 |
| 1989 | 메릴 스트립의 작은 악마 | 영화 뮤지컬/코미디 부문 최우수 여우주연상       | 후보 |
| 1990 | 헐리웃 스토리           | 영화 뮤지컬/코미디 부문 최우수 여우주연상       | 후보 |
| 1992 | 죽어야 사는 여자        | 영화 뮤지컬/코미디 부문 최우수 여우주연상       | 후보 |
| 1994 | 리버 와일드             | 영화 드라마 부문 최우수 여우주연상              | 후보 |
| 1995 | 매디슨 카운티의 다리    | 영화 드라마 부문 최우수 여우주연상              | 후보 |
| 1997 | 마빈의 방               | 영화 드라마 부문 최우수 여우주연상              | 후보 |
| 1997 | …First Do No Harm       | 텔레비전 영화 미니시리즈 부문 최우수 여우주연상 | 후보 |
| 1998 | 원 트루 씽              | 영화 드라마 부문 최우수 여우주연상              | 후보 |
| 1999 | 뮤직 오브 하트          | 영화 드라마 부문 최우수 여우주연상              | 후보 |
| 2002 | 디 아워스               | 영화 드라마 부문 최우수 여우주연상              | 후보 |
| 2002 | 어댑테이션              | 영화 부문 최우수 여우조연상                     | 수상 |
| 2003 | Angels in America       | 텔레비전 영화 미니시리즈 부문 최우수 여우주연상 | 수상 |
| 2004 | 맨츄리안 켄디데이트     | 영화 부문 최우수 여우조연상                     | 후보 |
| 2006 | 악마는 프라다를 입는다  | 영화 뮤지컬/코미디 부문 최우수 여우주연상       | 수상 |
| 2008 | 맘마 미아!              | 영화 뮤지컬/코미디 부문 최우수 여우주연상       | 후보 |
| 2008 | 다우트                  | 영화 드라마 부문 최우수 여우주연상              | 후보 |
| 2009 | 사랑은 너무 복잡해      | 영화 뮤지컬/코미디 부문 최우수 여우주연상       | 후보 |
| 2009 | 줄리 & 줄리아           | 영화 뮤지컬/코미디 부문 최우수 여우주연상       | 수상 |
| 2011 | 철의 여인               | 영화 드라마 부문 최우수 여우주연상              | 수상 |
| 2012 | 호프 스프링즈           | 영화 뮤지컬/코미디 부문 최우수 여우주연상       | 후보 |
| 2013 | 어거스트: 가족의 초상   | 영화 뮤지컬/코미디 부문 최우수 여우주연상       | 후보 |
| 2014 | 숲속으로                | 영화 부문 최우수 여우조연상                     | 후보 |
| 2016 | 플로렌스                | 영화 뮤지컬/코미디 부문 최우수 여우주연상       | 후보 |
| 2016 | 빈칸                    | 세밀B.데밀상                                    | 수상 |
| 2017 | 더 포스트               | 영화 드라마 부문 최우수 여우주연상              | 후보 |

### 미국 배우 조합상(스크린 액터 길드 어워드)
| 년도 | 작품                   | 부문                                            | 결과 |
| ---- | ---------------------- | ----------------------------------------------- | ---- |
| 1994 | 리버 와일드            | 영화 부문 최우수 여우주연상                     | 후보 |
| 1995 | 매디슨 카운티의 다리   | 영화 부문 최우수 여우주연상                     | 후보 |
| 1996 | 마빈의 방              | 영화 부문 최우수 연기 캐스팅상                  | 후보 |
| 1998 | 원 트루 씽             | 영화 부문 최우수 여우주연상                     | 후보 |
| 1999 | 뮤직 오브 하트         | 영화 부문 최우수 여우주연상                     | 후보 |
| 2002 | 디 아워스              | 영화 부문 최우수 연기 캐스팅상                  | 후보 |
| 2002 | 어댑테이션             | 영화 부문 최우수 연기 캐스팅상                  | 후보 |
| 2003 | Angels in America      | 텔레비전 영화 미니시리즈 부문 최우수 여우주연상 | 수상 |
| 2006 | 악마는 프라다를 입는다 | 영화 부문 최우수 여우주연상                     | 후보 |
| 2008 | 다우트                 | 영화 부문 최우수 여우주연상                     | 수상 |
| 2008 | 다우트                 | 영화 부문 최우수 연기 캐스팅상                  | 후보 |
| 2009 | 줄리 & 줄리아          | 영화 부문 최우수 여우주연상                     | 후보 |
| 2011 | 철의 여인              | 영화 부문 최우수 여우주연상                     | 후보 |
| 2013 | 어거스트: 가족의 초상  | 영화 부문 최우수 여우주연상                     | 후보 |
| 2013 | 어거스트: 가족의 초상  | 영화 부문 최우수 연기 캐스팅상                  | 후보 |
| 2014 | 숲속으로               | 영화 부문 최우수 여우조연상                     | 후보 |
| 2016 | 플로렌스               | 영화 부문 최우수 여우주연상                     | 후보 |

## 기타 산업 시상식

### AACTA 어워드(오스트레일리아 영화 텔레비전 예술 아카데미상)
| 년도 | 작품                  | 부문                           | 결과 |
| ---- | --------------------- | ------------------------------ | ---- |
| 1989 | Evil Angels           | 최우수 여우주연상              | 수상 |
| 2011 | 철의 여인             | 해외영화부문 최우수 여우주연상 | 수상 |
| 2013 | 어거스트: 가족의 초상 | 해외영화부문 최우수 여우주연상 | 후보 |
| 2014 | 숲속으로              | 해외영화부문 최우수 여우조연상 | 후보 |

### 아프톤블라데트 TV 어워드
| 년도 | 작품 | 부문                              | 결과 |
| ---- | ---- | --------------------------------- | ---- |
| 1987 | 빈칸 | 최우수 해외 TV 유명인 - 여성 부문 | 수상 |

### 아메리칸 코미디 어워드
| 년도 | 작품               | 부문                                                                     | 결과 |
| ---- | ------------------ | ------------------------------------------------------------------------ | ---- |
| 1991 | An Evening with... | TV 특별 네트워크, 케이블 또는 신디케이션에서 가장 재미있는 여성 출연자상 | 후보 |
| 1991 | 헐리웃 스토리      | 영화 부분 재미있는 여자배우상                                            | 수상 |
| 1992 | 영혼의 사랑        | 영화 부분 재미있는 여자배우상                                            | 후보 |
| 1993 | 죽어야 사는 여자   | 영화 부분 재미있는 여자배우상                                            | 후보 |

### 아메리칸 무비 어워드
| 년도 | 작품      | 부문              | 결과 |
| ---- | --------- | ----------------- | ---- |
| 1980 | 디어 헌터 | 최우수 여우조연상 | 수상 |

### 영국 독립 영화상(BIFA)
| 년도 | 작품      | 부문              | 결과 |
| ---- | --------- | ----------------- | ---- |
| 2012 | 철의 여인 | 최우수 여우주연상 | 후보 |

### 브리타니아 어워드
| 년도 | 작품 | 부문                                | 결과 |
| ---- | ---- | ----------------------------------- | ---- |
| 2015 | 빈칸 | 스탠리 큐브릭 브리타니아 우수영화상 | 수상 |

### 블록버스터 엔터테인먼트 어워드
| 년도 | 작품                 | 부문                              | 결과 |
| ---- | -------------------- | --------------------------------- | ---- |
| 1995 | 리버 와일드          | 서스펜스 부문 좋아하는 여자배우상 | 후보 |
| 1996 | 매디슨 카운티의 다리 | 드라마 부문 좋아하는 여자배우상   | 후보 |
| 1997 | 마빈의 방            | 드라마 부문 좋아하는 여자배우상   | 후보 |
| 2000 | 원 트루 씽           | 드라마 부문 좋아하는 여자배우상   | 후보 |

### 카프리 헐리우드 어워드
| 년도 | 작품                  | 부문                 | 결과 |
| ---- | --------------------- | -------------------- | ---- |
| 2013 | 어거스트: 가족의 초상 | 최우수 여우주연상    | 수상 |
| 2013 | 어거스트: 가족의 초상 | 최우수 앙상블 연기상 | 수상 |

### 씬 유포리아 어워드
| 년도 | 작품 | 부문   | 결과 |
| ---- | ---- | ------ | ---- |
| 2010 | 빈칸 | 명예상 | 수상 |

### 코미디 필름 어워드
| 년도 | 작품          | 부문                        | 결과 |
| ---- | ------------- | --------------------------- | ---- |
| 2009 | 줄리 & 줄리아 | 여자배우 부문 최우수 연기상 | 수상 |

### 세자르상
| 년도 | 작품 | 부문          | 결과 |
| ---- | ---- | ------------- | ---- |
| 2003 | 빈칸 | 세자르 명예상 | 수상 |

### 데이비드 디 도나텔로 어워드
| 년도 | 작품               | 부문                   | 결과 |
| ---- | ------------------ | ---------------------- | ---- |
| 1984 | 폴링 인 러브       | 최우수 해외 여자배우상 | 수상 |
| 1985 | 아웃 오브 아프리카 | 최우수 해외 여자배우상 | 수상 |

### 엘르 우먼 인 헐리우드 어워드
| 년도 | 작품 | 부문     | 결과 |
| ---- | ---- | -------- | ---- |
| 1997 | 빈칸 | 아이콘상 | 수상 |
| 2002 | 빈칸 | 아이콘상 | 수상 |
| 2013 | 빈칸 | 아이콘상 | 수상 |

### 엠파이어상
| 년도 | 작품      | 부문              | 결과 |
| ---- | --------- | ----------------- | ---- |
| 2012 | 철의 여인 | 최우수 여우주연상 | 후보 |

### 엔터테인먼트 산업 위원회 시상식
| 년도 | 작품                  | 부문                          | 결과 |
| ---- | --------------------- | ----------------------------- | ---- |
| 2014 | 어거스트: 가족의 초상 | 프리즘상 – 장편 영화 연기부문 | 후보 |

### 고섬 어워드(고섬 독립영화상)
| 년도 | 작품               | 부문                 | 결과 |
| ---- | ------------------ | -------------------- | ---- |
| 1999 | 빈칸               | 평생 업적상          | 수상 |
| 2006 | 프레리 홈 컴패니언 | 최우수 앙상블 연기상 | 후보 |

### 조지 이스트먼 하우스 어워드
| 년도 | 작품 | 부문   | 결과 |
| ---- | ---- | ------ | ---- |
| 1999 | 빈칸 | 명예상 | 수상 |

### 그레이시 어워드
| 년도 | 작품              | 부문                                          | 결과 |
| ---- | ----------------- | --------------------------------------------- | ---- |
| 2005 | Angels in America | 개인 공로상 – 드라마 스페셜 최우수 여우주연상 | 수상 |

### 그랑시토 무비 어워드
| 년도 | 작품                   | 부문                 | 결과 |
| ---- | ---------------------- | -------------------- | ---- |
| 2007 | 악마는 프라다를 입는다 | 최우수 여우주연상    | 후보 |
| 2007 | 악마는 프라다를 입는다 | 최우수 스크린 듀오상 | 후보 |
| 2008 | 로스트 라이언즈        | 최우수 여우주연상    | 후보 |
| 2009 | 다우트                 | 최우수 여우주연상    | 수상 |

### 할리우드 영화제
| 년도 | 작품                  | 부문            | 결과 |
| ---- | --------------------- | --------------- | ---- |
| 2013 | 어거스트: 가족의 초상 | 올해의 앙상블상 | 수상 |

### 골든 카메라 어워드
| 년도 | 작품 | 부문                          | 결과 |
| ---- | ---- | ----------------------------- | ---- |
| 2009 | 빈칸 | 최우수 여우주연상 - 해외 부문 | 수상 |

### IFTA 어워드(아일랜드 영화 & 텔레비전 아카데미상)
| 년도 | 작품                | 부문                                 | 결과 |
| ---- | ------------------- | ------------------------------------ | ---- |
| 1998 | Dancing at Lughnasa | 최우수 여우주연상                    | 후보 |
| 2008 | 맘마 미아           | 관객이 선정한 해외 최우수 여우주연상 | 수상 |
| 2009 | 사랑은 너무 복잡해  | 관객이 선정한 해외 최우수 여우주연상 | 수상 |
| 2011 | 철의 여인           | 해외영화부문 최우수 여우주연상       | 후보 |

### 이탈리안 내셔널 신디케이트 오프 필름 저널리스트 어워드
| 년도 | 작품                   | 부문                   | 결과 |
| ---- | ---------------------- | ---------------------- | ---- |
| 1984 | 디 아워스              | 최우수 해외 여자배우상 | 후보 |
| 2006 | 악마는 프라다를 입는다 | 최우수 해외 여자배우상 | 후보 |

### 이탈리안 온라인 무비 어워드
| 년도 | 작품                   | 부문              | 결과 |
| ---- | ---------------------- | ----------------- | ---- |
| 2003 | 디 아워스              | 최우수 캐스팅상   | 수상 |
| 2007 | 프레리 홈 컴패니언     | 최우수 캐스팅상   | 수상 |
| 2007 | 악마는 프라다를 입는다 | 최우수 여우조연상 | 수상 |
| 2012 | 철의 여인              | 최우수 여우주연상 | 수상 |

### 케네디 센터 아너스
| 년도 | 작품 | 부문               | 결과 |
| ---- | ---- | ------------------ | ---- |
| 2011 | 빈칸 | 케네디 센터 아너스 | 수상 |

### 니켈로디언 키즈 초이스 어워드
| 년도 | 작품     | 부문            | 결과 |
| ---- | -------- | --------------- | ---- |
| 2015 | 숲속으로 | 좋아하는 악당상 | 후보 |

### MTV 무비 & TV 어워드
| 년도 | 작품                   | 부문          | 결과 |
| ---- | ---------------------- | ------------- | ---- |
| 2007 | 악마는 프라다를 입는다 | 최고의 악당상 | 후보 |
| 2015 | 숲속으로               | 최고의 악당상 | 수상 |

### 내셔널 무비 어워드
| 년도 | 작품       | 부문                      | 결과 |
| ---- | ---------- | ------------------------- | ---- |
| 2008 | 맘마 미아! | 최우수 연기상 - 여자 부문 | 수상 |

### 뉴 저지 명예의 전당상
| 년도 | 작품 | 부문                | 결과 |
| ---- | ---- | ------------------- | ---- |
| 2008 | 빈칸 | 뉴 저지 명예의 전당 | 수상 |

### 아웃페스트 어워드
| 년도 | 작품      | 부문                                | 결과 |
| ---- | --------- | ----------------------------------- | ---- |
| 2003 | 디 아워스 | 스크린 아이돌상 – 최우수 여우주연상 | 수상 |

### 포토그라마스 드 플라타 어워드
| 년도 | 작품                    | 부문                    | 결과 |
| ---- | ----------------------- | ----------------------- | ---- |
| 1981 | 크레이머 대 크레이머    | 최우수 해외 영화 연기상 | 후보 |
| 1981 | 맨하탄                  | 최우수 해외 영화 연기상 | 후보 |
| 1982 | 어느 프랑스 대위의 여인 | 최우수 해외 영화 연기상 | 후보 |

### 피플 초이스 어워드
| 년도 | 작품         | 부문                                  | 결과 |
| ---- | ------------ | ------------------------------------- | ---- |
| 1978 | 빈칸         | 좋아하는 영화 여우조연상              | 후보 |
| 1981 | 빈칸         | 좋아하는 영화 여자배우상              | 후보 |
| 1982 | 빈칸         | 좋아하는 영화 여자배우상              | 후보 |
| 1983 | 빈칸         | 좋아하는 영화 여자배우상              | 수상 |
| 1984 | 빈칸         | 좋아하는 영화 여자배우상              | 수상 |
| 1985 | 빈칸         | 좋아하는 영화 여자배우상              | 수상 |
| 1985 | 빈칸         | 좋아하는 다재다능한 엔터테이너상      | 수상 |
| 1986 | 빈칸         | 좋아하는 다재다능한 엔터테이너상      | 후보 |
| 1986 | 빈칸         | 좋아하는 영화 여자배우상              | 수상 |
| 1987 | 빈칸         | 좋아하는 영화 여자배우상              | 후보 |
| 1987 | 빈칸         | 좋아하는 모든 영화의 스타상           | 후보 |
| 1987 | 빈칸         | 좋아하는 다재다능한 여자 엔터테이너상 | 후보 |
| 1988 | 빈칸         | 좋아하는 다재다능한 여자 엔터테이너상 | 후보 |
| 1988 | 빈칸         | 좋아하는 코미디 영화 여자배우상       | 후보 |
| 1988 | 빈칸         | 좋아하는 드라마틱 영화 여자배우상     | 수상 |
| 1988 | 빈칸         | 좋아하는 다재다능한 여자 엔터테이너상 | 후보 |
| 1988 | 빈칸         | 세계에서 좋아하는 영화 여자배우상     | 수상 |
| 1988 | 빈칸         | 좋아하는 영화 여자배우상              | 수상 |
| 1990 | 빈칸         | 좋아하는 영화 여자배우상              | 후보 |
| 1990 | 빈칸         | 좋아하는 다재다능한 여자 엔터테이너상 | 후보 |
| 1991 | 빈칸         | 좋아하는 코미디 영화 여자배우상       | 후보 |
| 1992 | 빈칸         | 좋아하는 코미디 영화 여자배우상       | 후보 |
| 1992 | 빈칸         | 좋아하는 영화 여자배우상              | 후보 |
| 1994 | 빈칸         | 좋아하는 드라마틱 영화 여자배우상     | 후보 |
| 1995 | 빈칸         | 좋아하는 드라마틱 영화 여자배우상     | 후보 |
| 1995 | 빈칸         | 좋아하는 영화 여자배우상              | 후보 |
| 1997 | 빈칸         | 좋아하는 영화 여자배우상              | 후보 |
| 1998 | 빈칸         | 좋아하는 영화 여자배우상              | 후보 |
| 1998 | 빈칸         | 좋아하는 모든 영화의 스타상           | 후보 |
| 1999 | 빈칸         | 좋아하는 영화 여자배우상              | 후보 |
| 2002 | 빈칸         | 좋아하는 영화 여자배우상              | 후보 |
| 2008 | 맘마 미아!   | 좋아하는 캐스팅상                     | 후보 |
| 2008 | "Mamma Mia"  | 좋아하는 사운드트랙의 노래상          | 수상 |
| 2012 | 빈칸         | 좋아하는 영화 아이콘상                | 수상 |
| 2012 | Hope Springs | 좋아하는 드라마틱 영화 여자배우상     | 후보 |
| 2015 | 빈칸         | 좋아하는 드라마틱 영화 여자배우상     | 후보 |
| 2016 | 빈칸         | 좋아하는 영화 여자배우상              | 후보 |

### 렘브란트 어워드
| 년도 | 작품                   | 부문                   | 결과 |
| ---- | ---------------------- | ---------------------- | ---- |
| 2007 | 악마는 프라다를 입는다 | 최우수 해외 여자배우상 | 수상 |
| 2009 | 맘마 미아!             | 최우수 해외 여자배우상 | 수상 |
| 2013 | 철의 여인              | 최우수 해외 여자배우상 | 수상 |

### 링컨 센터 영화 협회
| 년도 | 작품 | 부문        | 결과 |
| ---- | ---- | ----------- | ---- |
| 2008 | 빈칸 | 갈라 헌사상 | 수상 |

### 새턴상
| 년도 | 작품                | 부문              | 결과 |
| ---- | ------------------- | ----------------- | ---- |
| 1991 | 영혼의 사랑         | 최우수 여우주연상 | 후보 |
| 1992 | 죽어야 사는 여자    | 최우수 여우주연상 | 후보 |
| 2004 | 맨츄리안 켄디데이트 | 최우수 여우조연상 | 후보 |
| 2014 | 숲속으로            | 최우수 여우조연상 | 후보 |

### 새틀라이트상(국제비평가협회)
| 년도 | 작품                   | 부문                                      | 결과 |
| ---- | ---------------------- | ----------------------------------------- | ---- |
| 1997 | ...First Do No Harm    | TV 영화 미니시리즈 부문 최우수 여우주연상 | 후보 |
| 1998 | 원 트루 씽             | 영화 드라마 부문 최우수 여우주연상        | 후보 |
| 2002 | 디 아워스              | 영화 드라마 부문 최우수 여우주연상        | 후보 |
| 2002 | 어댑테이션             | 영화 뮤지컬/코미디 부문 최우수 여우주연상 | 후보 |
| 2003 | Angels in America      | TV 영화 미니시리즈 부문 최우수 여우주연상 | 수상 |
| 2006 | 악마는 프라다를 입는다 | 영화 뮤지컬/코미디 부문 최우수 여우주연상 | 수상 |
| 2008 | 맘마 미아!             | 영화 뮤지컬/코미디 부문 최우수 여우주연상 | 후보 |
| 2008 | 다우트                 | 영화 드라마 부문 최우수 여우주연상        | 후보 |
| 2009 | 줄리 & 줄리아          | 영화 뮤지컬/코미디 부문 최우수 여우주연상 | 수상 |
| 2011 | 철의 여인              | 영화 드라마 부문 최우수 여우주연상        | 후보 |
| 2013 | 어거스트: 가족의 초상  | 영화 드라마 부문 최우수 여우주연상        | 후보 |
| 2014 | 숲속으로               | 영화 부문 최우수 앙상블상                 | 수상 |
| 2016 | 플로렌스               | 영화 드라마 부문 최우수 여우주연상        | 후보 |

### 산트 호르디 어워드
| 년도 | 작품                 | 부문                       | 결과 |
| ---- | -------------------- | -------------------------- | ---- |
| 1982 | 소피의 선택          | 해외영화부문 최우수 연기상 | 후보 |
| 1985 | 폴링 인 러브         | 최우수 해외 여자배우상     | 후보 |
| 1985 | 플랜티               | 최우수 해외 여자배우상     | 후보 |
| 1986 | 아웃 오브 아프리카   | 최우수 해외 여자배우상     | 후보 |
| 1988 | 어둠 속의 외침       | 최우수 해외 여자배우상     | 후보 |
| 1995 | 매디슨 카운티의 다리 | 최우수 해외 여자배우상     | 후보 |
| 2003 | 어댑테이션           | 최우수 해외 여자배우상     | 2위  |
| 2003 | 디 아워스            | 최우수 해외 여자배우상     | 2위  |

### 틴 초이스 어워드
| 년도 | 작품                   | 부문                      | 결과 |
| ---- | ---------------------- | ------------------------- | ---- |
| 2006 | 악마는 프라다를 입는다 | 초이스 무비: 케미스트리상 | 후보 |
| 2006 | 악마는 프라다를 입는다 | 초이스 무비: 악당상       | 후보 |

### 우먼 인 필름 & 텔레비전 어워드
| 년도 | 작품 | 부문                                                 | 결과 |
| ---- | ---- | ---------------------------------------------------- | ---- |
| 1983 | 빈칸 | 뉴욕 여성 인 필름 & 텔레비전 - 뮤즈상                | 수상 |
| 1998 | 빈칸 | 뉴욕 여성 인 필름 & 텔레비전 인터내셔널 - 크리스탈상 | 수상 |

## 주요 영화제

### 베를린 국제 영화제
| 년도 | 작품      | 부문                                                          | 결과 |
| ---- | --------- | ------------------------------------------------------------- | ---- |
| 1999 | 빈칸      | 베를린 카메라상                                               | 수상 |
| 2003 | 디 아워스 | 은곰상 - 최우수 여우주연상 (니콜 키드먼과 줄리앤 무어와 함께) | 수상 |
| 2012 | 빈칸      | 황금곰상 - 공헌상                                             | 수상 |

### 칸 국제 영화제
| 년도 | 작품           | 부문              | 결과 |
| ---- | -------------- | ----------------- | ---- |
| 1989 | 어둠 속의 외침 | 최우수 여우주연상 | 수상 |

### 지포니 영화제
| 년도 | 작품 | 부문       | 결과 |
| ---- | ---- | ---------- | ---- |
| 2014 | 빈칸 | 펠로우쉽상 | 수상 |

### 모스크바 국제 영화제
| 년도 | 작품 | 부문             | 결과 |
| ---- | ---- | ---------------- | ---- |
| 2004 | 빈칸 | 스타니슬랍스키상 | 수상 |

### 팜스프링스 국제 영화제
| 년도 | 작품 | 부문     | 결과 |
| ---- | ---- | -------- | ---- |
| 2014 | 빈칸 | 아이콘상 | 수상 |

### 로마 국제 영화제
| 년도 | 작품          | 부문                     | 결과 |
| ---- | ------------- | ------------------------ | ---- |
| 2009 | 줄리 & 줄리아 | 골든 마크오렐리오 연기상 | 수상 |

### 산세바스티안 국제 영화제
| 년도 | 작품 | 부문       | 결과 |
| ---- | ---- | ---------- | ---- |
| 2008 | 빈칸 | 도노시아상 | 수상 |

### SESC 영화제
| 년도 | 작품      | 부문                            | 결과 |
| ---- | --------- | ------------------------------- | ---- |
| 2012 | 철의 여인 | 관객상 – 최우수 해외 여자배우상 | 수상 |

### 바야돌리드 영화제
| 년도 | 작품        | 부문              | 결과 |
| ---- | ----------- | ----------------- | ---- |
| 1986 | 제 2의 여인 | 최우수 여우주연상 | 수상 |

### 텔류라이드 영화제
| 년도 | 작품 | 부문          | 결과 |
| ---- | ---- | ------------- | ---- |
| 1998 | 빈칸 | 실버 메달리온 | 수상 |

## 영화 비평가 협회상
| 연도                                                           | 작품                                                    | 부문                                                                | 결과                                                    |                                                         |
| 얼라이언스 오브 우먼 필름 저널리스트(여성 영화기자협회)        | 얼라이언스 오브 우먼 필름 저널리스트(여성 영화기자협회) | 얼라이언스 오브 우먼 필름 저널리스트(여성 영화기자협회)             | 얼라이언스 오브 우먼 필름 저널리스트(여성 영화기자협회) | 얼라이언스 오브 우먼 필름 저널리스트(여성 영화기자협회) |
| -------------------------------------------------------------- | ------------------------------------------------------- | ------------------------------------------------------------------- | ------------------------------------------------------- | ------------------------------------------------------- |
| 2006                                                           | 악마는 프라다를 입는다                                  | EDA 상 – 여자배우부문 코미디 연기상                                 | 수상                                                    |                                                         |
| 2006                                                           | 프레리 홈 컴패니언                                      | EDA 상 – 최우수 앙상블상                                            | 후보                                                    |                                                         |
| 2007                                                           | 로스트 라이언즈                                         | EDA 여성 포커스상 – 나이를 뛰어넘은 여배우와 연령차별               | 후보                                                    |                                                         |
| 2008                                                           | 맘마 미아!                                              | EDA 여성 포커스상 – 나이를 뛰어넘은 여배우와 연령차별               | 후보                                                    |                                                         |
| 2008                                                           | 빈칸                                                    | EDA 여성 포커스상 – 여성의 이미지상                                 | 후보                                                    |                                                         |
| 2008                                                           | 빈칸                                                    | EDA 여성 포커스상 – 평생 업적상                                     | 후보                                                    |                                                         |
| 2008                                                           | 다우트                                                  | EDA 상 – 최우수 여우주연상                                          | 후보                                                    |                                                         |
| 2009                                                           | 줄리 & 줄리아                                           | EDA 상 – 최우수 여우주연상                                          | 후보                                                    |                                                         |
| 2009                                                           | 판타스틱 Mr. 폭스                                       | EDA 여성 포커스상 – 최우수 애니메이션 여성상                        | 후보                                                    |                                                         |
| 2009                                                           | 사랑은 너무 복잡해                                      | EDA 스페셜 멘션상 – 노출, 섹슈얼리티 또는 유혹의 가장 뛰어난 연기상 | 수상                                                    |                                                         |
| 2009                                                           | 판타스틱 Mr. 폭스, 사랑은 너무 복잡해, 줄리 & 줄리아    | EDA 여성 포커스상 – 영화 산업에서 여성의 뛰어난 업적상              | 후보                                                    |                                                         |
| 2009                                                           | 판타스틱 Mr. 폭스, 사랑은 너무 복잡해, 줄리 & 줄리아    | EDA 여성 포커스상 – 여성의 이미지상                                 | 후보                                                    |                                                         |
| 2009                                                           | 판타스틱 Mr. 폭스, 사랑은 너무 복잡해, 줄리 & 줄리아    | EDA 여성 포커스상 – 나이를 뛰어넘은 여배우와 연령차별               | 수상                                                    |                                                         |
| 2009                                                           | 빈칸                                                    | EDA 여성 포커스상 – 평생 업적상                                     | 후보                                                    |                                                         |
| 2011                                                           | 철의 여인                                               | EDA상 – 최우수 여우주연상                                           | 후보                                                    |                                                         |
| 2011                                                           | 철의 여인                                               | EDA 여성 포커스상 – 여성 아이콘상                                   | 후보                                                    |                                                         |
| 2011                                                           | 철의 여인                                               | EDA 여성 포커스상 – 나이를 뛰어넘은 여배우와 연령차별               | 후보                                                    |                                                         |
| 2013                                                           | 어거스트: 가족의 초상                                   | EDA 여성 포커스상 – 나이를 뛰어넘은 여배우와 연령차별               | 후보                                                    |                                                         |
| 보스턴 영화 비평가 협회                                        |                                                         |                                                                     |                                                         |                                                         |
| 1982                                                           | 소피의 선택                                             | 최우수 여우주연상                                                   | 수상                                                    |                                                         |
| 2006                                                           | 악마는 프라다를 입는다                                  | 최우수 여우조연상                                                   | 2위                                                     |                                                         |
| 2009                                                           | 줄리 & 줄리아                                           | 최우수 여우주연상                                                   | 수상                                                    |                                                         |
| 2011                                                           | 철의 여인                                               | 최우수 여우주연상                                                   | 2위                                                     |                                                         |
| 센트럴 오하이오 영화 비평가 협회                               |                                                         |                                                                     |                                                         |                                                         |
| 2006                                                           | 악마는 프라다를 입는다                                  | 최우수 여우주연상                                                   | 2위                                                     |                                                         |
| 2011                                                           | 철의 여인                                               | 최우수 여우주연상                                                   | 후보                                                    |                                                         |
| 시카고 영화 비평가 협회                                        |                                                         |                                                                     |                                                         |                                                         |
| 1988                                                           | 어둠 속의 외침                                          | 최우수 여우주연상                                                   | 후보                                                    |                                                         |
| 1990                                                           | 헐리웃 스토리                                           | 최우수 여우주연상                                                   | 후보                                                    |                                                         |
| 1995                                                           | 매디슨 카운티의 다리                                    | 최우수 여우주연상                                                   | 후보                                                    |                                                         |
| 2002                                                           | 어댑테이션                                              | 최우수 여우조연상                                                   | 수상                                                    |                                                         |
| 2006                                                           | 악마는 프라다를 입는다                                  | 최우수 여우주연상                                                   | 후보                                                    |                                                         |
| 2008                                                           | 다우트                                                  | 최우수 여우주연상                                                   | 후보                                                    |                                                         |
| 2009                                                           | 줄리 & 줄리아                                           | 최우수 여우주연상                                                   | 후보                                                    |                                                         |
| 2011                                                           | 철의 여인                                               | 최우수 여우주연상                                                   | 후보                                                    |                                                         |
| 2013                                                           | 어거스트: 가족의 초상                                   | 최우수 여우주연상                                                   | 후보                                                    |                                                         |
| 크리틱스 초이스 영화상(미국 방송 영화 비평가 협회)             |                                                         |                                                                     |                                                         |                                                         |
| 2002                                                           | 어댑테이션                                              | 최우수 여우조연상                                                   | 후보                                                    |                                                         |
| 2002                                                           | 디 아워스                                               | 최우수 연기 앙상블상                                                | 후보                                                    |                                                         |
| 2006                                                           | 프레리 홈 컴패니언                                      | 최우수 연기 앙상블상                                                | 후보                                                    |                                                         |
| 2006                                                           | 악마는 프라다를 입는다                                  | 최우수 여우주연상                                                   | 후보                                                    |                                                         |
| 2008                                                           | 다우트                                                  | 최우수 여우주연상 (레이첼, 결혼하다의 앤 해서웨이와 공동 수상)      | 수상                                                    |                                                         |
| 2008                                                           | 다우트                                                  | 최우수 연기 앙상블상                                                | 후보                                                    |                                                         |
| 2009                                                           | 줄리 & 줄리아                                           | 최우수 여우주연상 (블라인드 사이드의 산드라 블록과 공동 수상)       | 수상                                                    |                                                         |
| 2011                                                           | 철의 여인                                               | 최우수 여우주연상                                                   | 후보                                                    |                                                         |
| 2013                                                           | 어거스트: 가족의 초상                                   | 최우수 여우주연상                                                   | 후보                                                    |                                                         |
| 2013                                                           | 어거스트: 가족의 초상                                   | 최우수 연기 앙상블상                                                | 후보                                                    |                                                         |
| 2014                                                           | 숲속으로                                                | 최우수 여우조연상                                                   | 후보                                                    |                                                         |
| 2014                                                           | 숲속으로                                                | 최우수 연기 앙상블상                                                | 후보                                                    |                                                         |
| 2016                                                           | 플로렌스                                                | 코미디 영화부문 최우수 여우주연상                                   | 수상                                                    |                                                         |
| 2017                                                           | 더 포스트                                               | 최우수 여우주연상                                                   | 수상                                                    |                                                         |
| 2017                                                           | 더 포스트                                               | 최우수 연기 앙상블상                                                | 후보                                                    |                                                         |
| 댈러스-포트워스 영화 비평가 협회                               |                                                         |                                                                     |                                                         |                                                         |
| 2002                                                           | 어댑테이션                                              | 최우수 여우조연상                                                   | 2위                                                     |                                                         |
| 2004                                                           | 맨츄리안 켄디데이트                                     | 최우수 여우조연상                                                   | 후보                                                    |                                                         |
| 2006                                                           | 악마는 프라다를 입는다                                  | 최우수 여우주연상                                                   | 3위                                                     |                                                         |
| 2008                                                           | 다우트                                                  | 최우수 여우주연상                                                   | 2위                                                     |                                                         |
| 2009                                                           | 줄리 & 줄리아                                           | 최우수 여우주연상                                                   | 2위                                                     |                                                         |
| 2011                                                           | 철의 여인                                               | 최우수 여우주연상                                                   | 3위                                                     |                                                         |
| 2013                                                           | 어거스트: 가족의 초상                                   | 최우수 여우주연상                                                   | 4위                                                     |                                                         |
| 2017                                                           | 더 포스트                                               | 최우수 여우주연상                                                   | 5위                                                     |                                                         |
| 덴버 영화 비평가 협회                                          |                                                         |                                                                     |                                                         |                                                         |
| 2009                                                           | 줄리 & 줄리아                                           | 최우수 여우주연상                                                   | 후보                                                    |                                                         |
| 2011                                                           | 철의 여인                                               | 최우수 여우주연상                                                   | 수상                                                    |                                                         |
| 2017                                                           | 더 포스트                                               | 최우수 여우주연상                                                   | 후보                                                    |                                                         |
| 디트로이트 영화 비평가 협회                                    |                                                         |                                                                     |                                                         |                                                         |
| 2008                                                           | 다우트                                                  | 최우수 여우주연상                                                   | 후보                                                    |                                                         |
| 2009                                                           | 줄리 & 줄리아                                           | 최우수 여우주연상                                                   | 후보                                                    |                                                         |
| 2011                                                           | 철의 여인                                               | 최우수 여우주연상                                                   | 후보                                                    |                                                         |
| 2013                                                           | 어거스트: 가족의 초상                                   | 최우수 여우주연상                                                   | 후보                                                    |                                                         |
| 2013                                                           | 어거스트: 가족의 초상                                   | 최우수 앙상블상                                                     | 후보                                                    |                                                         |
| 2014                                                           | 숲속으로                                                | 최우수 앙상블상                                                     | 후보                                                    |                                                         |
| 2017                                                           | 더 포스트                                               | 최우수 앙상블상                                                     | 수상                                                    |                                                         |
| 도리안 어워드 (게이&레즈비언 엔터테인먼트 비평가 협회, GALECA) |                                                         |                                                                     |                                                         |                                                         |
| 2011                                                           | 철의 여인                                               | 올해의 영화 연기상                                                  | 수상                                                    |                                                         |
| 더블린 영화 비평가 협회                                        |                                                         |                                                                     |                                                         |                                                         |
| 2006                                                           | 악마는 프라다를 입는다                                  | 최우수 여우조연상                                                   | 3위                                                     |                                                         |
| 2009                                                           | 다우트                                                  | 최우수 여우주연상                                                   | 5위                                                     |                                                         |
| 플로리다 영화 비평가 협회                                      |                                                         |                                                                     |                                                         |                                                         |
| 2002                                                           | 어댑테이션                                              | 최우수 여우조연상                                                   | 수상                                                    |                                                         |
| 휴스턴 영화 비평가 협회                                        |                                                         |                                                                     |                                                         |                                                         |
| 2008                                                           | 다우트                                                  | 최우수 앙상블상                                                     | 수상                                                    |                                                         |
| 2008                                                           | 다우트                                                  | 최우수 여우주연상                                                   | 후보                                                    |                                                         |
| 2009                                                           | 줄리 & 줄리아                                           | 최우수 여우주연상                                                   | 후보                                                    |                                                         |
| 2011                                                           | 철의 여인                                               | 최우수 여우주연상                                                   | 후보                                                    |                                                         |
| 2013                                                           | 어거스트: 가족의 초상                                   | 최우수 여우주연상                                                   | 후보                                                    |                                                         |
| 인디애나 영화 비평가 협회                                      |                                                         |                                                                     |                                                         |                                                         |
| 2009                                                           | 줄리 & 줄리아                                           | 올해의 여우주연상                                                   | 2위                                                     |                                                         |
| 2016                                                           | 플로렌스                                                | 올해의 여우주연상                                                   | 후보                                                    |                                                         |
| 2017                                                           | 더 포스트                                               | 올해의 여우주연상                                                   | 후보                                                    |                                                         |
| 인터내셔널 시네필 협회                                         |                                                         |                                                                     |                                                         |                                                         |
| 2007                                                           | 프레리 홈 컴패니언                                      | 최우수 여우조연상                                                   | 2위                                                     |                                                         |
| 2010                                                           | 줄리 & 줄리아                                           | 최우수 여우주연상                                                   | 후보                                                    |                                                         |
| 인터내셔널 온라인 크리틱스 폴                                  |                                                         |                                                                     |                                                         |                                                         |
| 2011                                                           | 악마는 프라다를 입는다                                  | 10년간의 최우수 여우주연상                                          | 후보                                                    |                                                         |
| 2011                                                           | 다우트                                                  | 최우수 앙상블 캐스트상                                              | 후보                                                    |                                                         |
| 2011                                                           | 다우트                                                  | 최우수 여우주연상                                                   | 후보                                                    |                                                         |
| 2012                                                           | 철의 여인                                               | 최우수 여우주연상                                                   | 후보                                                    |                                                         |
| 아이오와 영화 비평가 협회                                      |                                                         |                                                                     |                                                         |                                                         |
| 2008                                                           | 다우트                                                  | 최우수 여우주연상                                                   | 수상                                                    |                                                         |
| 2011                                                           | 철의 여인                                               | 최우수 여우주연상                                                   | 후보                                                    |                                                         |
| 캔자스시티 영화 비평가 협회                                    |                                                         |                                                                     |                                                         |                                                         |
| 1979                                                           | 크레이머 대 크레이머                                    | 최우수 여우조연상                                                   | 수상                                                    |                                                         |
| 1982                                                           | 소피의 선택                                             | 올해의 여우주연상                                                   | 수상                                                    |                                                         |
| 1983                                                           | 실크우드                                                | 올해의 여우주연상                                                   | 수상                                                    |                                                         |
| 1985                                                           | 아웃 오브 아프리카                                      | 올해의 여우주연상                                                   | 수상                                                    |                                                         |
| 2008                                                           | 다우트                                                  | 올해의 여우주연상                                                   | 수상                                                    |                                                         |
| 2009                                                           | 줄리 & 줄리아                                           | 올해의 여우주연상                                                   | 수상                                                    |                                                         |
| 라스베이거스 영화 비평가 협회                                  |                                                         |                                                                     |                                                         |                                                         |
| 2002                                                           | 디 아워스                                               | 시에라상 – 최우수 여우조연상                                        | 후보                                                    |                                                         |
| 런던 영화 비평가 협회                                          |                                                         |                                                                     |                                                         |                                                         |
| 2003                                                           | 어댑테이션                                              | 올해의 여우주연상                                                   | 후보                                                    |                                                         |
| 2006                                                           | 악마는 프라다를 입는다                                  | 올해의 여우주연상                                                   | 수상                                                    |                                                         |
| 2008                                                           | 다우트                                                  | 올해의 여우주연상                                                   | 후보                                                    |                                                         |
| 2009                                                           | 줄리 & 줄리아                                           | 올해의 여우주연상                                                   | 후보                                                    |                                                         |
| 2011                                                           | 철의 여인                                               | 올해의 여우주연상                                                   | 수상                                                    |                                                         |
| 로스앤젤레스 영화 비평가 협회                                  |                                                         |                                                                     |                                                         |                                                         |
| 1979                                                           | 크레이머 대 크레이머                                    | 최우수 여우조연상                                                   | 수상                                                    |                                                         |
| 1979                                                           | 맨하탄                                                  | 최우수 여우조연상                                                   | 수상                                                    |                                                         |
| 1979                                                           | 조 타이난의 유혹                                        | 최우수 여우조연상                                                   | 수상                                                    |                                                         |
| 1981                                                           | 어느 프랑스 대위의 여인                                 | 최우수 여우주연상                                                   | 수상                                                    |                                                         |
| 1982                                                           | 소피의 선택                                             | 최우수 여우주연상                                                   | 수상                                                    |                                                         |
| 1985                                                           | 아웃 오브 아프리카                                      | 최우수 여우주연상                                                   | 수상                                                    |                                                         |
| 내셔널 보드 오브 리뷰(전미 비평가 위원회)                      |                                                         |                                                                     |                                                         |                                                         |
| 1979                                                           | 크레이머 대 크레이머                                    | 최우수 여우조연상                                                   | 수상                                                    |                                                         |
| 1979                                                           | 맨하탄                                                  | 최우수 여우조연상                                                   | 수상                                                    |                                                         |
| 1979                                                           | 조 타이난의 유혹                                        | 최우수 여우조연상                                                   | 수상                                                    |                                                         |
| 1982                                                           | 소피의 선택                                             | 최우수 여우주연상                                                   | 수상                                                    |                                                         |
| 2008                                                           | 다우트                                                  | 최우수 앙상블 연기상                                                | 수상                                                    |                                                         |
| 2009                                                           | 사랑은 너무 복잡해                                      | 최우수 앙상블 연기상                                                | 수상                                                    |                                                         |
| 2017                                                           | 더 포스트                                               | 최우수 여우주연상                                                   | 수상                                                    |                                                         |
| 내셔널 소사이어티 오브 필름 크리틱스(전미 비평가 협회)         |                                                         |                                                                     |                                                         |                                                         |
| 1978                                                           | 디어 헌터                                               | 최우수 여우조연상                                                   | 수상                                                    |                                                         |
| 1979                                                           | 크레이머 대 크레이머                                    | 최우수 여우조연상                                                   | 수상                                                    |                                                         |
| 1979                                                           | 맨하탄                                                  | 최우수 여우조연상                                                   | 수상                                                    |                                                         |
| 1979                                                           | 조 타이난의 유혹                                        | 최우수 여우조연상                                                   | 수상                                                    |                                                         |
| 1982                                                           | 소피의 선택                                             | 최우수 여우주연상                                                   | 수상                                                    |                                                         |
| 1995                                                           | 매디슨 카운티의 다리                                    | 최우수 여우주연상                                                   | 3위                                                     |                                                         |
| 2006                                                           | 악마는 프라다를 입는다                                  | 최우수 여우조연상                                                   | 수상                                                    |                                                         |
| 2006                                                           | 사랑은 너무 복잡해                                      | 최우수 여우조연상                                                   | 수상                                                    |                                                         |
| 2009                                                           | 줄리 & 줄리아                                           | 최우수 여우주연상                                                   | 2위                                                     |                                                         |
| 2009                                                           | 판타스틱 Mr. 폭스                                       | 최우수 여우주연상                                                   | 2위                                                     |                                                         |
| 2011                                                           | 철의 여인                                               | 최우수 여우주연상                                                   | 3위                                                     |                                                         |
| 뉴욕 영화 비평가 협회                                          |                                                         |                                                                     |                                                         |                                                         |
| 1978                                                           | 디어 헌터                                               | 최우수 여우조연상                                                   | 3위                                                     |                                                         |
| 1979                                                           | 크레이머 대 크레이머                                    | 최우수 여우조연상                                                   | 수상                                                    |                                                         |
| 1979                                                           | 조 타이난의 유혹                                        | 최우수 여우조연상                                                   | 수상                                                    |                                                         |
| 1982                                                           | 소피의 선택                                             | 최우수 여우주연상                                                   | 수상                                                    |                                                         |
| 1983                                                           | 실크우드                                                | 최우수 여우주연상                                                   | 3위                                                     |                                                         |
| 1985                                                           | 아웃 오브 아프리카                                      | 최우수 여우주연상                                                   | 2위                                                     |                                                         |
| 1985                                                           | 플랜티                                                  | 최우수 여우주연상                                                   | 2위                                                     |                                                         |
| 1988                                                           | 어둠 속의 외침                                          | 최우수 여우주연상                                                   | 수상                                                    |                                                         |
| 1995                                                           | 매디슨 카운티의 다리                                    | 최우수 여우주연상                                                   | 5위                                                     |                                                         |
| 2006                                                           | 악마는 프라다를 입는다                                  | 최우수 여우주연상                                                   | 3위                                                     |                                                         |
| 2009                                                           | 줄리 & 줄리아                                           | 최우수 여우주연상                                                   | 수상                                                    |                                                         |
| 2011                                                           | 철의 여인                                               | 최우수 여우주연상                                                   | 수상                                                    |                                                         |
| 뉴욕 온라인 영화 비평가 협회                                   |                                                         |                                                                     |                                                         |                                                         |
| 2009                                                           | 줄리 & 줄리아                                           | 최우수 여우주연상                                                   | 수상                                                    |                                                         |
| 2011                                                           | 철의 여인                                               | 최우수 여우주연상                                                   | 수상                                                    |                                                         |
| 노스텍사스 영화 비평가 협회                                    |                                                         |                                                                     |                                                         |                                                         |
| 2006                                                           | 악마는 프라다를 입는다                                  | 최우수 여우주연상                                                   | 수상                                                    |                                                         |
| 2008                                                           | 다우트                                                  | 최우수 여우주연상                                                   | 수상                                                    |                                                         |
| 2009                                                           | 줄리 & 줄리아                                           | 최우수 여우주연상                                                   | 수상                                                    |                                                         |
| 2017                                                           | 더 포스트                                               | 최우수 여우주연상                                                   | 2위                                                     |                                                         |
| 오클라호마 영화 비평가 협회                                    |                                                         |                                                                     |                                                         |                                                         |
| 2009                                                           | 줄리 & 줄리아                                           | 최우수 여우주연상                                                   | 수상                                                    |                                                         |
| 온라인 영화 비평가 협회                                        |                                                         |                                                                     |                                                         |                                                         |
| 2002                                                           | 어댑테이션                                              | 최우수 여우조연상                                                   | 후보                                                    |                                                         |
| 2002                                                           | 어댑테이션                                              | 최우수 앙상블 캐스트상                                              | 후보                                                    |                                                         |
| 2006                                                           | 악마는 프라다를 입는다                                  | 최우수 여우주연상                                                   | 후보                                                    |                                                         |
| 2008                                                           | 다우트                                                  | 최우수 여우주연상                                                   | 후보                                                    |                                                         |
| 2009                                                           | 줄리 & 줄리아                                           | 최우수 여우주연상                                                   | 후보                                                    |                                                         |
| 2011                                                           | 철의 여인                                               | 최우수 여우주연상                                                   | 후보                                                    |                                                         |
| 피닉스 영화 비평가 협회                                        |                                                         |                                                                     |                                                         |                                                         |
| 2002                                                           | 어댑테이션                                              | 최우수 여우조연상                                                   | 후보                                                    |                                                         |
| 2002                                                           | 어댑테이션                                              | 최우수 앙상블 연기상                                                | 후보                                                    |                                                         |
| 2002                                                           | 디 아워스                                               | 최우수 앙상블 연기상                                                | 후보                                                    |                                                         |
| 2008                                                           | 다우트                                                  | 최우수 여우주연상                                                   | 수상                                                    |                                                         |
| 2009                                                           | 줄리 & 줄리아                                           | 최우수 여우주연상                                                   | 수상                                                    |                                                         |
| 2011                                                           | 철의 여인                                               | 최우수 여우주연상                                                   | 후보                                                    |                                                         |
| 2013                                                           | 어거스트: 가족의 초상                                   | 최우수 여우주연상                                                   | 후보                                                    |                                                         |
| 2013                                                           | 어거스트: 가족의 초상                                   | 최우수 앙상블 연기상                                                | 후보                                                    |                                                         |
| 2014                                                           | 숲속으로                                                | 최우수 앙상블 연기상                                                | 후보                                                    |                                                         |
| 2016                                                           | 플로렌스                                                | 최우수 여우주연상                                                   | 후보                                                    |                                                         |
| 러시안 길드 오브 필름 크리틱스 어워드                          |                                                         |                                                                     |                                                         |                                                         |
| 2003                                                           | 어댑테이션                                              | 최우수 해외 여우주연상                                              | 후보                                                    |                                                         |
| 2003                                                           | 디 아워스                                               | 최우수 해외 여우주연상                                              | 후보                                                    |                                                         |
| 샌디에이고 영화 비평가 협회                                    |                                                         |                                                                     |                                                         |                                                         |
| 2009                                                           | 줄리 & 줄리아                                           | 최우수 여우주연상                                                   | 후보                                                    |                                                         |
| 2017                                                           | 더 포스트                                               | 최우수 앙상블상                                                     | 후보                                                    |                                                         |
| 샌프란시스코 영화 비평가 협회                                  |                                                         |                                                                     |                                                         |                                                         |
| 2009                                                           | 줄리 & 줄리아                                           | 최우수 여우주연상                                                   | 수상                                                    |                                                         |
| 2013                                                           | 어거스트: 가족의 초상                                   | 최우수 여우주연상                                                   | 후보                                                    |                                                         |
| 사우스이스턴 영화 비평가 협회                                  |                                                         |                                                                     |                                                         |                                                         |
| 2002                                                           | 어댑테이션                                              | 최우수 여우조연상                                                   | 수상                                                    |                                                         |
| 2009                                                           | 줄리 & 줄리아                                           | 최우수 여우주연상                                                   | 수상                                                    |                                                         |
| 2011                                                           | 철의 여인                                               | 최우수 여우주연상                                                   | 수상                                                    |                                                         |
| 세인트루이스 게이트웨이 영화 비평가 협회                       |                                                         |                                                                     |                                                         |                                                         |
| 2006                                                           | 악마는 프라다를 입는다                                  | 최우수 여우조연상                                                   | 후보                                                    |                                                         |
| 2009                                                           | 줄리 & 줄리아                                           | 최우수 여우주연상                                                   | 후보                                                    |                                                         |
| 2011                                                           | 철의 여인                                               | 최우수 여우주연상                                                   | 2위                                                     |                                                         |
| 2013                                                           | 어거스트: 가족의 초상                                   | 최우수 여우주연상                                                   | 2위                                                     |                                                         |
| 2017                                                           | 더 포스트                                               | 최우수 여우주연상                                                   | 후보                                                    |                                                         |
| 토론토 영화 비평가 협회                                        |                                                         |                                                                     |                                                         |                                                         |
| 2008                                                           | 다우트                                                  | 최우수 여우주연상                                                   | 후보                                                    |                                                         |
| 2009                                                           | 줄리 & 줄리아                                           | 최우수 여우주연상                                                   | 후보                                                    |                                                         |
| 2011                                                           | 철의 여인                                               | 최우수 여우주연상                                                   | 후보                                                    |                                                         |
| 유타 영화 비평가 협회                                          |                                                         |                                                                     |                                                         |                                                         |
| 2002                                                           | 디 아워스                                               | 최우수 여우주연상                                                   | 후보                                                    |                                                         |
| 2002                                                           | 어댑테이션                                              | 최우수 여우조연상                                                   | 수상                                                    |                                                         |
| 밴쿠버 영화 비평가 협회                                        |                                                         |                                                                     |                                                         |                                                         |
| 2002                                                           | 디 아워스                                               | 최우수 여우주연상                                                   | 3위                                                     |                                                         |
| 2002                                                           | 어댑테이션                                              | 최우수 여우조연상                                                   | 3위                                                     |                                                         |
| 2006                                                           | 악마는 프라다를 입는다                                  | 최우수 여우조연상                                                   | 후보                                                    |                                                         |
| 2008                                                           | 다우트                                                  | 최우수 여우주연상                                                   | 후보                                                    |                                                         |
| 2009                                                           | 줄리 & 줄리아                                           | 최우수 여우주연상                                                   | 후보                                                    |                                                         |
| 2011                                                           | 철의 여인                                               | 최우수 여우주연상                                                   | 후보                                                    |                                                         |
| 빌리지 보이스 필름 폴                                          |                                                         |                                                                     |                                                         |                                                         |
| 2009                                                           | 줄리 & 줄리아                                           | 최우수 여우주연상                                                   | 후보                                                    |                                                         |
| 워싱턴 D.C. 아레아 영화 비평가 협회                            |                                                         |                                                                     |                                                         |                                                         |
| 2008                                                           | 다우트                                                  | 최우수 앙상블 연기상                                                | 수상                                                    |                                                         |
| 2008                                                           | 다우트                                                  | 최우수 여우주연상                                                   | 수상                                                    |                                                         |
| 2009                                                           | 줄리 & 줄리아                                           | 최우수 여우주연상                                                   | 후보                                                    |                                                         |
| 2011                                                           | 철의 여인                                               | 최우수 여우주연상                                                   | 후보                                                    |                                                         |
| 2013                                                           | 어거스트: 가족의 초상                                   | 최우수 여우주연상                                                   | 후보                                                    |                                                         |
| 2013                                                           | 어거스트: 가족의 초상                                   | 최우수 앙상블 연기상                                                | 후보                                                    |                                                         |
| 2014                                                           | 숲속으로                                                | 최우수 앙상블 연기상                                                | 후보                                                    |                                                         |
| 2017                                                           | 더 포스트                                               | 최우수 앙상블 연기상                                                | 후보                                                    |                                                         |
| 2017                                                           | 더 포스트                                               | 최우수 여우주연상                                                   | 후보                                                    |                                                         |
| 여성 영화 비평가 협회                                          |                                                         |                                                                     |                                                         |                                                         |
| 2006                                                           | 악마는 프라다를 입는다                                  | 최우수 코미디 여우주연상                                            | 수상                                                    |                                                         |
| 2008                                                           | 빈칸                                                    | 평생 업적상                                                         | 수상                                                    |                                                         |
| 2008                                                           | 맘마 미아!                                              | 최우수 코미디 여우주연상                                            | 수상                                                    |                                                         |
| 2009                                                           | 줄리 & 줄리아                                           | 최우수 코미디 여우주연상                                            | 수상                                                    |                                                         |
| 2011                                                           | 철의 여인                                               | 최우수 여우주연상                                                   | 후보                                                    |                                                         |
| 2011                                                           | 철의 여인                                               | 최우수 스크린 커플상                                                | 후보                                                    |                                                         |
| 2013                                                           | 어거스트: 가족의 초상                                   | 여성의 일 / 최우수 앙상블상                                         | 후보                                                    |                                                         |
| 2014                                                           | 더 홈즈맨                                               | 여성의 일 / 최우수 앙상블상                                         | 수상                                                    |                                                         |

## 연극

### 드라마 데스크 어워드
| 년도 | 작품                            | 부문                          | 결과 |
| ---- | ------------------------------- | ----------------------------- | ---- |
| 1976 | Secret Service                  | 연극 부문 최우수 여자배우상   | 후보 |
| 1976 | A Memory of Two Mondays         | 연극 부문 최우수 여자배우상   | 후보 |
| 1976 | 27 Wagons Full of Cotton        | 연극 부문 최우수 여자배우상   | 후보 |
| 1976 | Trelawny of the "Wells"         | 연극 부문 최우수 여자배우상   | 후보 |
| 1977 | The Cherry Orchard              | 연극 부문 최우수 여우주연상   | 후보 |
| 1977 | Happy End                       | 뮤지컬 부문 최우수 여자배우상 | 후보 |
| 2002 | The Seagull                     | 연극 부문 최우수 여자배우상   | 후보 |
| 2007 | Mother Courage and Her Children | 연극 부문 최우수 여자배우상   | 후보 |

### 하스티 퍼딩 연극상
| 년도 | 작품 | 부문          | 결과 |
| ---- | ---- | ------------- | ---- |
| 1980 | 빈칸 | 올해의 여성상 | 수상 |

### 아우터 크리틱스 써클 어워드
| 년도 | 작품                     | 부문          | 결과 |
| ---- | ------------------------ | ------------- | ---- |
| 1976 | A Memory of Two Mondays  | 최우수 연기상 | 수상 |
| 1976 | 27 Wagons Full of Cotton | 최우수 연기상 | 수상 |

### 씨어터 월드 어워드
| 년도 | 작품           | 부문 | 결과 |
| ---- | -------------- | ---- | ---- |
| 1976 | Secret Service | 빈칸 | 수상 |

### 토니상
| 년도 | 작품                     | 부문                        | 결과 |
| ---- | ------------------------ | --------------------------- | ---- |
| 1976 | 27 Wagons Full of Cotton | 연극 부문 최우수 여우주연상 | 후보 |

## 음악

### 그래미상
| 년도 | 작품                     | 부문                                                                          | 결과    |
| ---- | ------------------------ | ----------------------------------------------------------------------------- | ------- |
| 1986 | The Velveteen Rabbit     | 최우수 아동 앨범상                                                            | 후보    |
| 1989 | The Tailor of Gloucester | 최우수 아동 앨범상                                                            | 후보    |
| 1989 | The Tale of Peter Rabbit | 최우수 아동 앨범상                                                            | 후보    |
| 2008 | The One and Only Shrek   | 어린이들을 위한 최우수 말하는 단어 앨범상                                     | 후보    |
| 2009 | Mamma Mia!               | 영화, 텔레비전 또는 기타 비주얼 미디어용 베스트 컴필레이션 사운드 트랙 앨범상 | 후보[L] |

## 기타 수여

### 컬럼비아 대학교 버너드 칼리지
| 년도 | 작품 | 부문      | 결과 |
| ---- | ---- | --------- | ---- |
| 2010 | 빈칸 | 우등 메달 | 수상 |

### 다트머스 칼리지
| 년도 | 작품 | 부문      | 결과 |
| ---- | ---- | --------- | ---- |
| 1981 | 빈칸 | 명예 학위 | 수상 |

### 하버드 대학교
| 년도 | 작품 | 부문      | 결과 |
| ---- | ---- | --------- | ---- |
| 2010 | 빈칸 | 명예 박사 | 수상 |

### 인디애나 대학교 블루밍턴 캠퍼스
| 년도 | 작품 | 부문      | 결과 |
| ---- | ---- | --------- | ---- |
| 2014 | 빈칸 | 명예 박사 | 수상 |

### 미들베리 칼리지
| 년도 | 작품 | 부문      | 결과 |
| ---- | ---- | --------- | ---- |
| 2004 | 빈칸 | 명예 박사 | 수상 |

### 미국 국립예술훈장
| 년도 | 작품 | 부문         | 결과 |
| ---- | ---- | ------------ | ---- |
| 2010 | 빈칸 | 국립예술훈장 | 수상 |

### 프랑스 문화예술훈장
| 년도 | 작품 | 부문                                                            | 결과 |
| ---- | ---- | --------------------------------------------------------------- | ---- |
| 2003 | 빈칸 | 예술과 문학 훈장(Commandeur de l'ordre des Arts et des Lettres) | 수상 |

### 대통령 자유 훈장
| 년도 | 작품 | 부문             | 결과 |
| ---- | ---- | ---------------- | ---- |
| 2014 | 빈칸 | 대통령 자유 훈장 | 수상 |

### 프리스턴 대학교
| 년도 | 작품 | 부문      | 결과 |
| ---- | ---- | --------- | ---- |
| 2009 | 빈칸 | 명예 박사 | 수상 |

### 뉴햄프셔 대학교
| 년도 | 작품 | 부문      | 결과 |
| ---- | ---- | --------- | ---- |
| 2003 | 빈칸 | 명예 박사 | 수상 |

### 예일 대학교

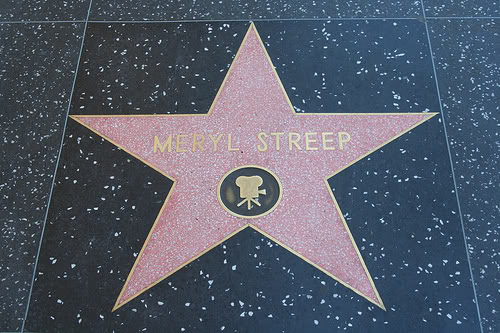
헐리우드 명예의 거리에 있는 메릴 스트립 별

| 년도 | 작품 | 부문      | 결과 |
| ---- | ---- | --------- | ---- |
| 1983 | 빈칸 | 명예 박사 | 수상 |

### 헐리우드 명예의 거리
| 년도            | 작품 | 부문                                  | 결과 |
| --------------- | ---- | ------------------------------------- | ---- |
| 1998년 9월 16일 | 빈칸 | 영화 스타 (6255 Sunset Blvd, Ste 150) | 수상 |

## 같이 보기
- 아카데미상 최고 기록 목록
- 그래미상, 아카데미상, 에미상, 토니상 수상자 목록